# Biuletyn IPN „pamięć.pl”
Biuletyn IPN „pamięć.pl” – wychodzący w latach 2012–2016 ilustrowany miesięcznik popularnonaukowy poświęcony dziejom Polski lat 1939–1989, będący następcą miesięcznika „Biuletyn Instytutu Pamięci Narodowej”.

## Historia
Pismo zamieszczało wywiady z historykami, świadkami wydarzeń historycznych, artykuły pracowników IPN, archiwalne dokumenty i zdjęcia oraz wspomnienia. Zawierało informacje o organizowanych przez IPN konferencjach, uroczystościach i wystawach, głównych przedsięwzięciach badawczych i edukacyjnych, ważniejszych publikacjach. Działalność miesięcznika wspierał portal „pamięć.pl”.
We wrześniu 2016 r. na polecenie Katarzyny Maniewskiej i Marka Gałęzowskiego z nowego kierownictwa Biura Edukacji Narodowej IPN nowy numer pisma został zatrzymany w magazynie. Po krytyce medialnej pismo skierowano do dystrybucji, jednocześnie wydając decyzję o jego likwidacji.
Archiwalne numery można bezpłatnie pobrać w formacie PDF z serwisu internetowego pisma (były udostępniane po upływie miesiąca od ukazania się wersji papierowej).

## Redakcja
- Andrzej Brzozowski – redaktor naczelny
- Maciej Foks
- Filip Gańczak
- Jakub Gołębiewski
- Andrzej Sujka
- Karolina Wichowska

## Rada Redakcyjna
- Andrzej Czyżewski
- dr Dawid Golik
- dr Joanna Hytrek-Hryciuk
- Agnieszka Jaczyńska
- dr Konrad Rokicki
- dr Paweł Rokicki
- dr Paweł Sasanka
- dr Magdalena Semczyszyn
- Emilia Świętochowska
- dr Daniel Wicenty

## Rada Programowa
- dr hab. Adam Dziurok
- dr hab. Robert Klementowski
- dr Krzysztof Kaczmarski
- dr Maciej Korkuć
- dr Tomasz Łabuszewski
- dr Agnieszka Łuczak
- dr Karol Nawrocki
- dr Sławomir Poleszak
- dr Paweł Skubisz
- dr Waldemar Wilczewski
- dr Andrzej Zawistowski – przewodniczący
- dr Joanna Żelazko